# Нове Божа
Нове Божа (пол. Nowe Borza) — село в Польщі, у гміні Ґзи Пултуського повіту Мазовецького воєводства.
Населення — 62 особи (2011).
У 1975-1998 роках село належало до Цехановського воєводства.

## Демографія
Демографічна структура станом на 31 березня 2011 року:
|          | Загалом | Допрацездатний вік | Працездатний вік | Постпрацездатний вік |
| -------- | ------- | ------------------ | ---------------- | -------------------- |
| Чоловіки | 36      | 5                  | 26               | 5                    |
| Жінки    | 26      | 8                  | 13               | 5                    |
| Разом    | 62      | 13                 | 39               | 10                   |